# Коронавірусна хвороба 2019 на Мальдівах
Епідемія коронавірусної хвороби 2019 на Мальдівах — це поширення пандемії коронавірусної хвороби 2019 на територію Мальдівів. Столиця Мальдивів Мале є одним з найбільш щільно населених міст світу, що сприяє швидкому поширенню вірусу.
Станом на 9 листопада 2020 року в країні було зареєстровано більше 12000 випадків захворювання, 40 осіб померли.

## Поширення епідемії
Перші 2 випадки захворювання в країні було зафіксовано 7 березня 2020 року в двох іноземців, що прибули до Мальдівів.
Спалах розпочався наприкінці квітня 2020 року серед іноземних працівників у Мале, а кількість підтверджених випадків досягла 1000 випадків у травні.
Після зниження появи випадків унаслідок карантину в червні, кількість нових захворювань сягала 100 осіб на день впродовж серпня-вересня в столиці країни Мале з населенням у 100 тисяч осіб.
Станом на кінець жовтня 2020 року кількість активних випадків коронавірусної хвороби знижувалася. Також на низькому рівні була захворюваність грипом.

## Протиепідемічні заходи
12 березня 2020 року уряд Мальдівів оголосив надзвичайний медичний згідно з пунктом 33 Акту про громадське здоров'я № 7/2012 на 30 днів. Надалі цей стан подовжували декілька разів до липня.
Закинутий курорт на острові Вілівару був перетворений на карантинну зону для іноземців, які захворіли. Мальдівський уряд заявив у березні, що це буде перший у світі карантинний санаторій класу люкс, розрахований на 30 ліжок. Натомість у соцмережі потрапили світлини та відеозаписи, в яких демонструвалися погані умови утримання там. Наприкінці березня карантинну зону було зачинено, але в другій половині травня відкрито знову після реконструкції, з запевненнями від уряду, що проблеми вирішено, а місткість закладу збільшено до 200 ліжок.
15 липня 2020 року Мальдіви дозволили в'їзд до країни для всіх іноземців без обмежень. Проте після невеликих спалахів на окремих курортах уже в серпні уряд ухвалив рішення допускати до країни лише осіб з негативним ПЛР-тестом на SARS-Cov-2, отриманим за 72 години до візиту.

## Вплив на події
Економіка Мальдівів сильно залежить від туристичної галузі, яка складає до 60% від усієї економіки. Через пандемію зменшилася кількість авіарейсів на Мальдіви та кількість іноземних туристів, що відвідали країну.